# Segunda División 1990/91
Die Segunda División 1990/91 war die 60. Spielzeit der zweithöchsten spanischen Fußballliga. Sie begann am 1. September 1990 und endete am 9. Juni 1991. Zwischen dem 12. und 19. Juni 1991 wurden die Play-off-Spiele ausgetragen. Meister wurde Albacete Balompié.

## Vor der Saison
Die 20 Mannschaften trafen an 38 Spieltagen jeweils zweimal aufeinander. Die zwei besten Mannschaften stiegen direkt in die Primera División auf. Der Dritt- und Drittplatzierte spielte gegen den 17. bzw. 18. der Primera División um den Aufstieg. Die letzten vier Vereine stiegen ab.
Als Absteiger aus der Primera División nahmen CD Málaga, Celta Vigo und Rayo Vallecano teil. Aus der Segunda División B kamen Albacete Balompié, Real Avilés Industrial, UE Lleida und Orihuela Deportivo CF.

## Abschlusstabelle
| Pl. | Verein                      | Sp. | S  | U  | N  | Tore    | Diff. | Punkte |
| --- | --------------------------- | --- | -- | -- | -- | ------- | ----- | ------ |
| 1.  | Albacete Balompié (N)       | 38  | 18 | 13 | 7  | 056:310 | +25   | 49:27  |
| 2.  | Deportivo La Coruña         | 38  | 20 | 8  | 10 | 060:320 | +28   | 48:28  |
| 3.  | Real Murcia                 | 38  | 18 | 12 | 8  | 056:360 | +20   | 48:28  |
| 4.  | CD Málaga (A)               | 38  | 16 | 14 | 8  | 052:350 | +17   | 46:30  |
| 5.  | Orihuela Deportivo CF (N) 1 | 38  | 12 | 19 | 7  | 046:390 | +7    | 43:33  |
| 6.  | UE Lleida (N)               | 38  | 16 | 11 | 11 | 041:360 | +5    | 43:33  |
| 7.  | UE Figueres                 | 38  | 14 | 11 | 13 | 044:420 | +2    | 39:37  |
| 8.  | Sestao SC                   | 38  | 9  | 20 | 9  | 029:270 | +2    | 38:38  |
| 9.  | Real Avilés Industrial (N)  | 38  | 10 | 18 | 10 | 035:370 | −2    | 38:38  |
| 10. | SD Eibar                    | 38  | 9  | 19 | 10 | 035:340 | +1    | 37:39  |
| 11. | Rayo Vallecano (A)          | 38  | 8  | 20 | 10 | 044:500 | −6    | 36:40  |
| 12. | CE Sabadell                 | 38  | 11 | 14 | 13 | 032:450 | −13   | 36:40  |
| 13. | Bilbao Athletic             | 38  | 11 | 14 | 13 | 035:430 | −8    | 36:40  |
| 14. | Celta Vigo (A)              | 38  | 8  | 20 | 10 | 031:380 | −7    | 36:40  |
| 15. | UD Las Palmas               | 38  | 10 | 16 | 12 | 038:430 | −5    | 36:40  |
| 16. | FC Palamós                  | 38  | 9  | 17 | 12 | 033:460 | −13   | 35:41  |
| 17. | FC Elche                    | 38  | 12 | 10 | 16 | 039:450 | −6    | 34:42  |
| 18. | UD Salamanca                | 38  | 9  | 13 | 16 | 041:400 | +1    | 31:45  |
| 19. | UD Levante                  | 38  | 6  | 15 | 17 | 027:510 | −24   | 27:49  |
| 20. | Deportivo Xerez             | 38  | 6  | 12 | 20 | 037:610 | −24   | 24:52  |

Platzierungskriterien: 1. Punkte – 2. Direkter Vergleich (Punkte, Tordifferenz, geschossene Tore) – 3. Tordifferenz – 4. geschossene Tore

| (A) | Absteiger der Saison 1989/90         |
| (N) | Neuaufsteiger der Segunda División B |

## Play-offs
Die Spiele fanden am 12. und 19. Juni 1991 statt.
|             | Gesamt          |                | Hinspiel | Rückspiel |
| ----------- | --------------- | -------------- | -------- | --------- |
| Real Murcia | 2:5             | Real Saragossa | 0:0      | 2:5       |
| CD Málaga   | 1:1 (4:5 i. E.) | FC Cádiz       | 1:0      | 0:1 n. V. |

Alle Vereine blieben in ihren jeweiligen Ligen.

## Nach der Saison
Aufsteiger in die Primera División
- 01. – Albacete Balompié
- 02. – Deportivo La Coruña

 Absteiger in die Segunda División B
- 05. – Orihuela Deportivo CF
- 17. – FC Elche
- 18. – UD Salamanca
- 19. – UD Levante
- 20. – Deportivo Xerez

 Absteiger aus der Primera División
- CD Castellón
- Betis Sevilla

 Aufsteiger in die Segunda División
- SD Compostela
- CP Mérida
- Racing Santander
- Real Madrid B
- FC Barcelona B